# La última fiesta
La última fiesta es una película de comedia argentina de 2016 dirigida por Nicolás Silbert y Leandro Mark. Narra la historia de tres amigos que planifican una fiesta en la cual se roban un cuadro que deben recuperar bajo la amenaza de un mafioso. Está protagonizada por Nicolás Vázquez, Alan Sabbagh y Benjamín Amadeo. La película se estrenó el 6 de octubre de 2016 en las salas de cines de Argentina.

## Sinopsis
Un grupo de amigos organizan una gran fiesta en una casa prestada para animar a uno de ellos que acaba de terminar su relación amorosa de años. Esa noche, la fiesta se descontrola hasta el punto de que se roban un cuadro de arte valioso, lo que no sabe este grupo de amigos es que la casa le pertenece a un hombre peligroso, por lo cual, desesperados salen en búsqueda de la obra de arte para evitar tener graves consecuencias.

## Elenco
- Nicolás Vázquez como Alan
- Alan Sabbagh como Dante
- Benjamín Amadeo como Pedro
- Eva De Dominici como Guadalupe
- César Bordón como Gutiérrez
- Julián Kartun como Muñeco
- Paula Carruega como Julieta
- Luciano Rosso como Droppy
- Ezequiel Campa como Maxi
- Atilio Pozzobón como Atilio
- Sebastián Presta como Actor porno
- Julián Lucero como Edgardo
- Fabián Arenillas como Osmar
- Ernesto Claudio como Papá de Droppy
- Graciela Pal como Norma
- Roberto Carnaghi como Norberto
- Jorge Tomás como Mario
- Maru Zapata como Matilde
- Lucas Rivarola como Máscara
- Jorge Seleme como Cebolla
- Mariana Esnoz como Vicky
- Alma Gandini como Jenny

## Recepción

### Comentarios de la crítica
La película recibió críticas positivas a mixtas por parte de la prensa. Diego Batlle de La Nación destacó que «la película está bien narrada, tiene un amplio despliegue de recursos de producción, un impecable acabado técnico y actuaciones convincentes dentro del espíritu lúdico y absurdo de la propuesta general». Gaspar Zimerman de Clarín señaló que «cuesta encontrar un gag que despierte, al menos, una sonrisa; los chistes fallidos abundan» y añadió que «los actores hacen lo que pueden; el que sale mejor parado es Sabbagh, mientras Vázquez la rema con tics francellescos y Amadeo queda anulado por un personaje infantil y una peluca lamentable».
En una reseña para La Voz del Interior, Jesús Rubio escribió «increíblemente el resultado es aceptable: un filme simpático que hace reír más por lo tonto que por lo inteligente» y «el principal mérito de La última fiesta es su bruta osadía, su atolondrada libertad». Diego Curubeto de Ámbito Financiero describió al filme como «elemental y poco sutil», pero valoró que «La última fiesta hace reír» y «la comedia arranca carcajadas gracias a que el dúo de directores saca el mejor comediante de adentro de cada uno de sus intérpretes».

### Premios y nominaciones
| Lista de premios y nominaciones | Lista de premios y nominaciones | Lista de premios y nominaciones | Lista de premios y nominaciones | Lista de premios y nominaciones | Lista de premios y nominaciones |
| Año                             | Organización                    | Categoría                       | Nominado/a(s)                   | Resultado                       | Ref(s)                          |
| ------------------------------- | ------------------------------- | ------------------------------- | ------------------------------- | ------------------------------- | ------------------------------- |
| 2017                            | Premios Cóndor de Plata         | Mejor actor de reparto          | Alan Sabbagh                    | Nominado                        | [ 9 ]                           |
| 2017                            | Premios Cóndor de Plata         | Revelación masculina            | Benjamín Amadeo                 | Nominado                        | [ 9 ]                           |